# Kobile
Kobile so naselje v Občini Krško.